# Pectus (album)
Pectus – debiutancki album zespołu Pectus wydany 27 lutego 2009.
Na płycie znajduje się 11 autorskich utworów. Autorem tekstów i większości pomysłów muzycznych jest Tomek Szczepanik. Płytę nagrano w Undergroundsound-Studio z realizatorem Leszkiem „Czubkiem” Wojtasem. Producentem albumu jest Jarosław Jasiu Kidawa.
9 września 2009 roku album uzyskał certyfikat złotej płyty za sprzedaż ponad 15 000 egzemplarzy.
Nagrania dotarły do 5. miejsca zestawienia OLiS.

## Lista utworów
1. „To co chciałbym ci dać”
2. „Jeden moment”
3. „Miłość to film”
4. „Prosta historia”
5. „Spacer”
6. „Wcale nie musisz”
7. „Życie na dystans”
8. „Spojrzenie Boga”
9. „Mystic”
10. „Highway”
11. „Duchy”

## Twórcy
- Tomek Szczepanik – śpiew
- Bartek „Skiming” Skiba – gitara basowa
- Adrian Adamski – instrumenty klawiszowe
- Grzegorz „Buniek” Samek – gitara
- Rafał Inglot – perkusja
- Damian Kurasz – gitara
- Zbigniew Jakubek – Pianino („Spacer”)[4][5]